# Bora–Hansgrohe
Red Bull-Bora-Hansgrohe är ett tyskt cykelstall som tillhör UCI ProTour. 
Laget startades 2010 med managern Ralph Denk och sportdirektörerna Jens Heppner och Enrico Poitschke.

## Laguppställning

### 2022
| Laguppställning 2022                     | Laguppställning 2022 | Laguppställning 2022                       | Laguppställning 2022 |
| Namn                                     | Födelsedatum         | Tidigare lag                               |                      |
| ---------------------------------------- | -------------------- | ------------------------------------------ | -------------------- |
| Giovanni Aleotti                         | 25 maj 1999          | Cycling Team Friuli ASD (2020)             |                      |
| Shane Archbold                           | 2 februari 1989      | Deceuninck-Quick Step (2021)               |                      |
| Cesare Benedetti                         | 3 augusti 1987       | UC Bergamasca 1902-De Nardi-Colpack (2009) |                      |
| Sam Bennett                              | 16 oktober 1990      | Deceuninck-Quick Step (2021)               |                      |
| Emanuel Buchmann                         | 18 november 1992     | Rad-net Rose (2014)                        |                      |
| Matteo Fabbro                            | 10 april 1995        | Katusha-Alpecin (2019)                     |                      |
| Patrick Gamper                           | 18 februari 1997     | Kometa (2019)                              |                      |
| Felix Großschartner                      | 23 december 1993     | CCC Sprandi Polkowice (2017)               |                      |
| Marco Haller                             | 1 april 1991         | Bahrain Victorious (2021)                  |                      |
| Sergio Higuita                           | 1 augusti 1997       | EF Education-Nippo (2021)                  |                      |
| Jai Hindley                              | 5 maj 1996           | Team DSM (2021)                            |                      |
| Lennard Kämna                            | 9 september 1996     | Team Sunweb (2019)                         |                      |
| Wilco Kelderman                          | 25 mars 1991         | Team Sunweb (2020)                         |                      |
| Jonas Koch                               | 25 juni 1993         | Intermarché-Wanty-Gobert Matériaux (2021)  |                      |
| Patrick Konrad                           | 13 oktober 1991      | Gourmetfein Simplon Wels (2014)            |                      |
| Martin Laas                              | 15 september 1993    | Illuminate (2019)                          |                      |
| Luis-Joe Lührs                           | 20 januari 2003      | Team Auto Eder (2021)                      |                      |
| Jordi Meeus                              | 1 juli 1998          | SEG Racing Academy (2020)                  |                      |
| Ryan Mullen                              | 7 augusti 1994       | Trek-Segafredo (2021)                      |                      |
| Anton Palzer                             | 11 mars 1993         |                                            |                      |
| Nils Politt                              | 6 mars 1994          | Israel Start-Up Nation (2020)              |                      |
| Lukas Pöstlberger                        | 10 januari 1992      | Tirol Cycling Team (2015)                  |                      |
| Maximilian Schachmann                    | 9 januari 1994       | Quick-Step Floors (2018)                   |                      |
| Ide Schelling                            | 6 februari 1998      | SEG Racing Academy (2019)                  |                      |
| Cian Uijtdebroeks                        | 28 februari 2003     | Team Auto Eder (2021)                      |                      |
| Danny van Poppel                         | 26 juli 1993         | Intermarché-Wanty-Gobert Matériaux (2021)  |                      |
| Aleksandr Vlasov                         | 23 april 1996        | Astana-Premier Tech (2021)                 |                      |
| Matt Walls                               | 20 april 1998        | Trinity Racing (2020)                      |                      |
| Frederik Wandahl                         | 9 maj 2001           | ColoQuick (2020)                           |                      |
| Ben Zwiehoff                             | 22 februari 1994     |                                            |                      |
| Florian Lipowitz (1 aug–31 dec, trainee) | 21 september 2000    | Tirol KTM Cycling Team (2022)              |                      |
|                                          |                      |                                            |                      |
| Källa: ProCyclingStats                   |                      |                                            |                      |

### 2017
| Laguppställning 2017                                      | Laguppställning 2017 | Laguppställning 2017                       | Laguppställning 2017 |
| Namn                                                      | Födelsedatum         | Tidigare lag                               |                      |
| --------------------------------------------------------- | -------------------- | ------------------------------------------ | -------------------- |
| Pascal Ackermann                                          | 17 januari 1994      | Rad-net Rose (2016)                        |                      |
| Shane Archbold                                            | 2 februari 1989      | An Post-ChainReaction (2014)               |                      |
| Jan Bárta                                                 | 7 december 1984      | KTM-Junkers (2009)                         |                      |
| Erik Baška                                                | 12 januari 1994      | Tinkoff (2016)                             |                      |
| Cesare Benedetti                                          | 3 augusti 1987       | UC Bergamasca 1902-De Nardi-Colpack (2009) |                      |
| Sam Bennett                                               | 16 oktober 1990      | An Post-ChainReaction (2013)               |                      |
| Maciej Bodnar                                             | 7 mars 1985          | Tinkoff (2016)                             |                      |
| Emanuel Buchmann                                          | 18 november 1992     | Rad-net Rose (2014)                        |                      |
| Marcus Burghardt                                          | 30 juni 1983         | BMC Racing Team (2016)                     |                      |
| Silvio Herklotz                                           | 6 maj 1994           | Stölting (2015)                            |                      |
| Michal Kolář                                              | 21 december 1992     | Tinkoff (2016)                             |                      |
| Leopold König                                             | 15 november 1987     | Team Sky (2016)                            |                      |
| Patrick Konrad                                            | 13 oktober 1991      | Gourmetfein Simplon Wels (2014)            |                      |
| Rafał Majka                                               | 12 september 1989    | Tinkoff (2016)                             |                      |
| Jay McCarthy                                              | 8 september 1992     | Tinkoff (2016)                             |                      |
| José Mendes                                               | 24 april 1985        | LA Alumínios-Antarte (2012)                |                      |
| Gregor Mühlberger                                         | 4 april 1994         | Felbermayr Simplon Wels (2015)             |                      |
| Matteo Pelucchi                                           | 21 januari 1989      | IAM Cycling (2016)                         |                      |
| Christoph Pfingsten                                       | 20 november 1987     | De Rijke (2014)                            |                      |
| Paweł Poljański                                           | 6 maj 1990           | Tinkoff (2016)                             |                      |
| Lukas Pöstlberger                                         | 10 januari 1992      | Tirol Cycling Team (2015)                  |                      |
| Juraj Sagan                                               | 23 december 1988     | Tinkoff (2016)                             |                      |
| Peter Sagan                                               | 26 januari 1990      | Tinkoff (2016)                             |                      |
| Aleksejs Saramotins                                       | 8 april 1982         | IAM Cycling (2016)                         |                      |
| Andreas Schillinger                                       | 13 juli 1983         | Nutrixxion Sparkasse (2009)                |                      |
| Michael Schwarzmann                                       | 7 januari 1991       |                                            |                      |
| Rüdiger Selig                                             | 19 februari 1989     | Katusha (2015)                             |                      |
|                                                           |                      |                                            |                      |
| Källor: ProCyclingStats Cycling Quotient Cycling Archives |                      |                                            |                      |

### 2016
| Laguppställning 2016                                      | Laguppställning 2016 | Laguppställning 2016                       | Laguppställning 2016 |
| Namn                                                      | Födelsedatum         | Tidigare lag                               |                      |
| --------------------------------------------------------- | -------------------- | ------------------------------------------ | -------------------- |
| Shane Archbold                                            | 2 februari 1989      | An Post-ChainReaction (2014)               |                      |
| Jan Bárta                                                 | 7 december 1984      | KTM-Junkers (2009)                         |                      |
| Phil Bauhaus                                              | 8 juli 1994          | Stölting (2014)                            |                      |
| Cesare Benedetti                                          | 3 augusti 1987       | UC Bergamasca 1902-De Nardi-Colpack (2009) |                      |
| Sam Bennett                                               | 16 oktober 1990      | An Post-ChainReaction (2013)               |                      |
| Emanuel Buchmann                                          | 18 november 1992     | Rad-net Rose (2014)                        |                      |
| Zakkari Dempster                                          | 27 september 1987    | Endura Racing (2012)                       |                      |
| Silvio Herklotz                                           | 6 maj 1994           | Stölting (2015)                            |                      |
| Bartosz Huzarski                                          | 27 oktober 1980      | ISD-Neri (2010)                            |                      |
| Patrick Konrad                                            | 13 oktober 1991      | Gourmetfein Simplon Wels (2014)            |                      |
| Ralf Matzka                                               | 24 augusti 1989      | Thüringer Energie Team (2012)              |                      |
| José Mendes                                               | 24 april 1985        | LA Alumínios-Antarte (2012)                |                      |
| Gregor Mühlberger                                         | 4 april 1994         | Felbermayr Simplon Wels (2015)             |                      |
| Dominik Nerz                                              | 25 augusti 1989      | BMC Racing Team (2014)                     |                      |
| Christoph Pfingsten                                       | 20 november 1987     | De Rijke (2014)                            |                      |
| Lukas Pöstlberger                                         | 10 januari 1992      | Tirol Cycling Team (2015)                  |                      |
| Andreas Schillinger                                       | 13 juli 1983         | Nutrixxion Sparkasse (2009)                |                      |
| Michael Schwarzmann                                       | 7 januari 1991       |                                            |                      |
| Rüdiger Selig                                             | 19 februari 1989     | Katusha (2015)                             |                      |
| Scott Thwaites                                            | 12 februari 1990     | Endura Racing (2012)                       |                      |
| Paul Voss                                                 | 26 mars 1986         | Endura Racing (2012)                       |                      |
|                                                           |                      |                                            |                      |
| Källor: ProCyclingStats Cycling Quotient Cycling Archives |                      |                                            |                      |

### 2015
| Laguppställning 2015                      | Laguppställning 2015 | Laguppställning 2015                       | Laguppställning 2015 |
| Namn                                      | Födelsedatum         | Tidigare lag                               |                      |
| ----------------------------------------- | -------------------- | ------------------------------------------ | -------------------- |
| Shane Archbold                            | 2 februari 1989      | An Post-ChainReaction (2014)               |                      |
| Jan Bárta                                 | 7 december 1984      | KTM-Junkers (2009)                         |                      |
| Phil Bauhaus                              | 8 juli 1994          | Stölting (2014)                            |                      |
| Cesare Benedetti                          | 3 augusti 1987       | UC Bergamasca 1902-De Nardi-Colpack (2009) |                      |
| Sam Bennett                               | 16 oktober 1990      | An Post-ChainReaction (2013)               |                      |
| Emanuel Buchmann                          | 18 november 1992     | Rad-net Rose (2014)                        |                      |
| Zakkari Dempster                          | 27 september 1987    | Endura Racing (2012)                       |                      |
| Bartosz Huzarski                          | 27 oktober 1980      | ISD-Neri (2010)                            |                      |
| Patrick Konrad                            | 13 oktober 1991      | Gourmetfein Simplon Wels (2014)            |                      |
| Ralf Matzka                               | 24 augusti 1989      | Thüringer Energie Team (2012)              |                      |
| José Mendes                               | 24 april 1985        | LA Alumínios-Antarte (2012)                |                      |
| Dominik Nerz                              | 25 augusti 1989      | BMC Racing Team (2014)                     |                      |
| Christoph Pfingsten                       | 20 november 1987     | De Rijke (2014)                            |                      |
| Cristiano Salerno                         | 18 februari 1985     | Cannondale (2014)                          |                      |
| Andreas Schillinger                       | 13 juli 1983         | Nutrixxion Sparkasse (2009)                |                      |
| Daniel Schorn                             | 21 oktober 1988      |                                            |                      |
| Michael Schwarzmann                       | 7 januari 1991       |                                            |                      |
| Björn Thurau                              | 23 juli 1988         | Team Europcar (2014)                       |                      |
| Scott Thwaites                            | 12 februari 1990     | Endura Racing (2012)                       |                      |
| Paul Voss                                 | 26 mars 1986         | Endura Racing (2012)                       |                      |
| Gregor Mühlberger (1 aug–31 dec, trainee) | 4 april 1994         | Tirol Cycling Team (2014)                  |                      |
| Lukas Pöstlberger (1 aug–31 dec, trainee) | 10 januari 1992      | Tirol Cycling Team (2015)                  |                      |
|                                           |                      |                                            |                      |
| Källa: ProCyclingStats                    |                      |                                            |                      |

### 2010
| Cyklist             | Födelsedatum | Land          | Stall 2009              |
| ------------------- | ------------ | ------------- | ----------------------- |
| Jan Bárta           | 07.12.1984   | Tjeckien      |                         |
| Eric Baumann        | 21.03.1980   | Tyskland      | Team Nutrixxion         |
| Cesare Benedetti    | 03.08.1987   | Italien       |                         |
| Dimitri Claeys      | 18.06.1987   | Belgien       |                         |
| Bastien Delrot      | 01.05.1986   | Frankrike     | Roubaix-Lille Métropole |
| Andreas Dietziker   | 15.10.1982   | Schweiz       | Vorarlberg-Corratec     |
| Huub Duyn           | 01.09.1984   | Nederländerna | Garmin-Slipstream       |
| Tassilo Fricke      | 16.07.1991   | Tyskland      |                         |
| Alexander Gottfried | 05.07.1985   | Tyskland      |                         |
| Nico Keinath        | 14.01.1987   | Tyskland      |                         |
| Alexander Meenhorst | 26.02.1987   | Nya Zeeland   |                         |
| Andreas Schillinger | 13.07.1983   | Tyskland      | Team Nutrixxion         |
| Daniel Schorn       | 21.10.1988   | Österrike     | Elk Haus                |
| Michael Schwarzmann | 07.01.1991   | Tyskland      |                         |
| Timon Seubert       | 23.04.1987   | Tyskland      |                         |